# Euclides Zenóbio da Costa

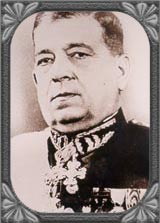
Marschall Euclides Zenóbio da Costa

Euclides (Euclydes) Zenóbio da Costa (* 9. Mai 1893 in Corumbá, Mato Grosso do Sul; † 1962 oder 1963 in Rio de Janeiro) war ein brasilianischer Marschall und Politiker, der unter anderem 1954 Kriegsminister war.

## Leben
Costa absolvierte eine Offiziersausbildung im Heer (Exército Brasileiro) der Streitkräfte (Forças Armadas do Brasil) und fand im Anschluss verschiedene Verwendungen als Offizier sowie Stabsoffizier. Nach seiner Ernennung in den Brevet-Rang eines Oberstleutnants am 2. Oktober 1934 wurde er Kommandeur des 3. Regiments sowie 1935 Kommandeur der Polizei im Distrito Federal do Brasil Rio de Janeiro. Als solcher erhielt er am 3. Mai 1936 seine Beförderung zum Oberstleutnant sowie am 3. Mai 1938 zum Oberst. Nach seiner Beförderung zum Brigadegeneral am 28. August 1941 wurde er Kommandeur der 8. Militärregion (8.ª Região Militar) und verblieb in dieser Verwendung bis zum 23. Februar 1943. Anschließend war er vom 13. April bis zum 29. April 1943 Kommandeur der 2. Division sowie später im Zweiten Weltkrieg zwischen dem 13. März 1944 und 1945 Kommandeur der Infanterie der in Italien eingesetzten 1. Division.
Nach Kriegsende wurde Costa am 9. Mai 1946 zum Generalmajor befördert und löste am 25. Juni 1946 Marschall João Baptista Mascarenhas de Morais als Kommandeur der 1. Division ab. Er verblieb in dieser Verwendung bis zum 9. August 1946, ehe Generalmajor Odylio Denys am 17. Dezember 1946 seine Nachfolge antrat. Er selbst übernahm 10. August 1946 als Nachfolger von Generalmajor Izauro Regueira den Posten als Kommandeur der 1. Militärregion (1.ª Região Militar), den er bis zu seiner Ablösung durch Generalmajor Aristóteles de Souza Dantas am 31. März 1952 innehatte. Nach seiner Beförderung zum General am 28. August 1952 wurde er Oberkommandierender des Militärkommandos Ost CML (Comando Militar do Leste) und verblieb dort bis 1953. Im Januar 1953 wurde er Generalinspekteur des Heeres und übte diese Verwendung bis zum 28. Oktober 1955 aus.
Am 24. Februar 1954 wurde Costa von Staatspräsident Getúlio Vargas als Nachfolger von Cyro do Espírito Santo Cardoso zum Kriegsminister (Ministro da Guerra) in dessen Kabinett berufen. Das Amt des Kriegsministers bekleidete er auch im Kabinett des Nachfolgers von Getúlio Vargas, João Café Filho, bis zum 28. August 1954 und wurde daraufhin von Henrique Batista Duffles Teixeira Lott abgelöst. Am 10. Mai 1957 schied er aus dem aktiven Militärdienst aus und erhielt den Dienstgrad eines Marschalls (Marechal do Exército Brasileiro). Am 10. Januar 1958 wurde er Botschafter in Paraguay und verblieb dort bis zum 3. Juni 1961.

## Weblink
- Eintrag in Generals.dk